# Tout commence mal...
Tout commence mal... (titre original : The Bad Beginning), titré Nés sous une mauvaise étoile au Québec, est le premier tome de la série Les Désastreuses Aventures des orphelins Baudelaire de Lemony Snicket.

## Résumé
Alors que les trois enfants de la famille Baudelaire, Violette, Klaus et Prunille (Violet, Klaus et Sunny en version originale) passent l'après-midi à la plage de Malamer, M. Poe, le banquier de la famille, vient leur annoncer une terrible nouvelle : leurs parents ont péri dans un terrible incendie ayant entièrement ravagé le Palais Baudelaire.  
À la suite de cette tragédie, M. Poe accueille les enfants chez lui pour quelques jours le temps de leur trouver un nouveau foyer. Les enfants ont en effet hérité d'une immense fortune de la part de leurs parents, mais ne pourront l'utiliser que lorsque Violette, l'aînée de la famille, aura atteint la majorité. D'ici là, ceux-ci doivent être confiés à un tuteur. M. Poe les place donc chez le comte Olaf, un acteur de théâtre, qui est leur plus proche parent géographiquement (habitant dans la même ville) et donc, selon lui, le plus à même de s'occuper d'eux. 
Malheureusement, il s'avère que le comte Olaf est un personnage odieux, mégalomane et avare, vivant dans une maison d'une saleté repoussante. Les enfants comprennent bien vite que son seul but est de mettre la main sur la fortune de leurs parents. Il leur mène la vie dure, les forçant à faire toutes les corvées ménagères, à cuisiner pour toute sa troupe de théâtre, et en ne leur fournissant qu'un seul lit pour tous les trois. 
Comprenant que l'héritage des enfants reste intouchable jusqu'aux 18 ans de Violette, le comte Olaf élabore alors un stratagème : épouser Violette. Pour ce faire, il monte une pièce de théâtre dans laquelle un couple se mariera, joué par Violette et lui-même. Il demande à sa voisine, la Juge Abbott, de jouer dans la pièce et d'apporter des papiers officiels de mariage « pour plus de réalisme ». Mais il s'agit évidemment d'un piège. Les enfants ayant compris son plan, le comte Olaf emprisonne Prunille dans une cage suspendue dans le vide, en haut de sa tour, et menace de la laisser tomber si Violette refuse de jouer dans la pièce et de signer le contrat de mariage. 
Prise au piège, Violette accepte et signe le contrat. Olaf, victorieux, dévoile alors son plan aux spectateurs présents dans la pièce de théâtre, qui demeurent outrés en découvrant les vraies intentions du comte. Il libère également la petite Prunille, qui ne lui sert plus à rien, son but étant accompli. Seulement, Violette ayant signé le contrat avec sa main gauche alors qu'elle est droitière, la juge estime qu'elle n'a pas signé le contrat de sa main comme le dispose la loi et déclare donc le mariage invalide. Alors que les spectateurs se précipitent sur scène pour arrêter le comte Olaf, celui-ci coupe toutes les lumières et parvient à s'échapper dans la confusion générale.

## Adaptations
En 2004, le roman est adapté au cinéma dans le long-métrage Les désastreuses aventures des orphelins Baudelaire de Brad Silberling, aux côtés du deuxième et troisième tomes. 
En 2017, la série télévisée Les désastreuses aventures des orphelins Baudelaire adapte également le roman dans les deux premiers épisodes de la première saison.